# Laurindo Pitta
Le remorqueur Laurindo Pitta de 1910 est un navire musée thématique de la marine brésilienne subordonné à la Direction du patrimoine historique et de la documentation de la marine (portugais : Diretoria do Patrimônio Histórico e Documentação da Marinha .
C'est le seul vestige de la force navale brésilienne qui a participé à la Première Guerre mondiale, sous le commandement du contre-amiral Pedro Max Fernando Frontin (en)

## Historique
Le navire a été construit par le chantier naval Vickers, Sons & Maxim, Ltd, à Barrow-in-Furness, en Grande-Bretagne, en 1910, sur ordre du gouvernement brésilien.
Lorsque le Brésil est entré dans la Première Guerre mondiale , il était membre de la Division navale des opérations de guerre (DNOG), ayant participé en tant qu'aviso aux tâches d'appui aux opérations de patrouille menées par la DNOG entre Dakar, au Sénégal, et l' archipel du Cap-Vert en 1918.
Après la guerre, il est rattaché aux services de remorqueurs à l'Arsenal de Marinha do Rio de Janeiro puis à la base navale de Rio de Janeiro jusqu'aux années 1990.

### Préservation
En 1997, il a été restauré et réaménagé, avec des sièges pour 90 passagers, et un compartiment a été aménagé pour abriter l'exposition permanente "Sa participation à la marine durant la Première Guerre mondiale". Depuis lors, il fournit des services dans le transport de passagers entre l'Espace Culturel de la Marine  et Ilha Fiscal, et dans l'excursion maritime à travers la baie de Guanabara, en passant au large de l'île des Cobras, Ilha Fiscal, Ilha das Enxadas, Villegagnonet la ville de Niterói.

## Galerie

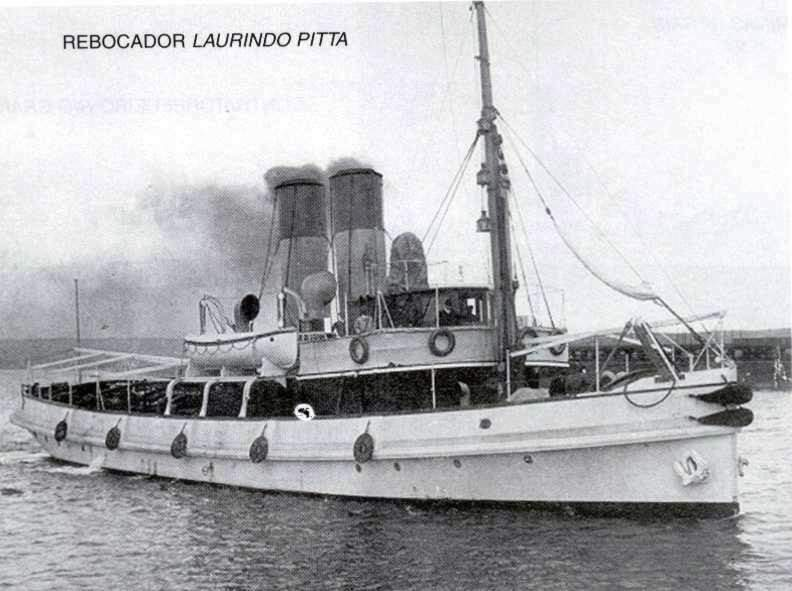
RbAM Laurindo Pitta
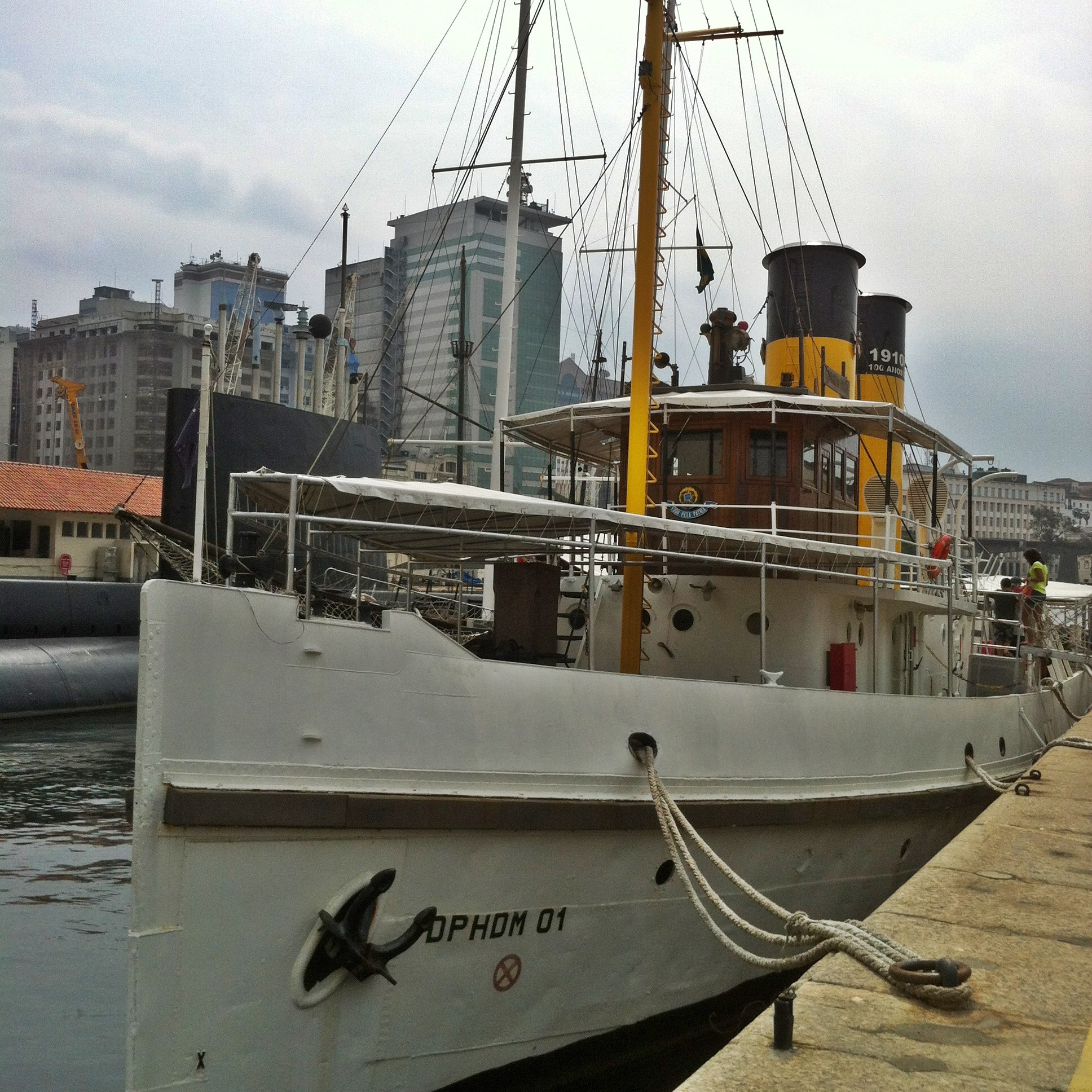
Espace culturel de la marine
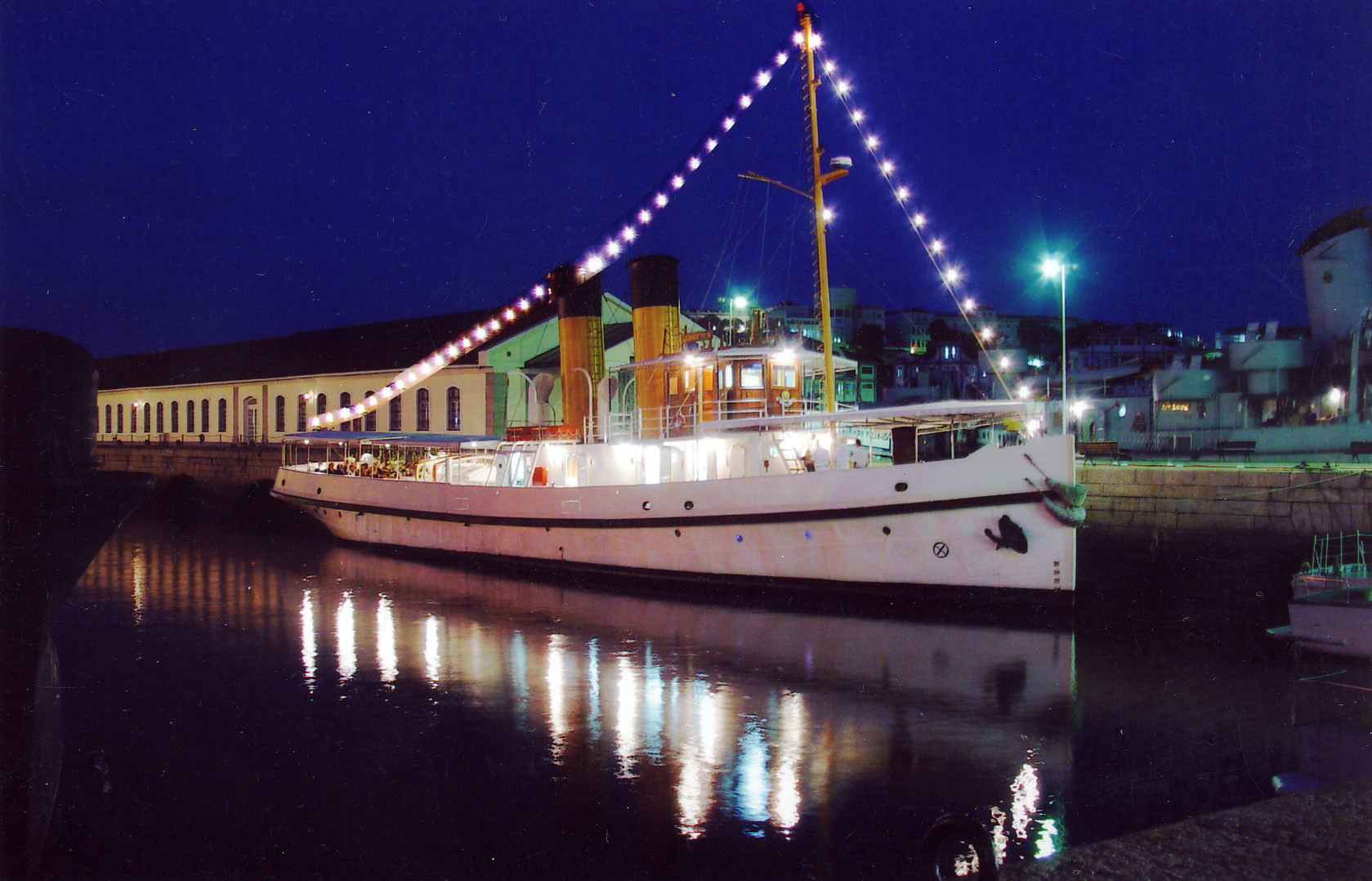
La nuit